# لوکا آریاتی
لوکا آریاتی (انگلیسی: Luca Ariatti؛ زادهٔ ۲۷ دسامبر ۱۹۷۸) بازیکن فوتبال اهل ایتالیا است.
از باشگاه‌هایی که در آن بازی کرده‌است می‌توان به باشگاه فوتبال فیورنتینا، باشگاه فوتبال آسکولی، باشگاه فوتبال لچه، باشگاه فوتبال کیه‌وو ورونا، باشگاه فوتبال رجانا، باشگاه فوتبال دلفینو پسکارا، و باشگاه فوتبال آتالانتا اشاره کرد.